# National Knights of the Ku Klux Klan
National Knights of the Ku Klux Klan (NKKKK) ist eine Ku-Klux-Klan-Organisation, die seit 1962 aktiv ist und in den 1960ern und 1970ern Hauptkonkurrent der United Klans of America (UKA) war.

## Geschichte
James Venable, ein Klanveteran, der seit 1924 in diversen Ku-Klux-Klan-Fraktionen aktiv war, trat Anfang der 1960er aus den UKA aus, für die er als Hauptanwalt (ein sogenannter „Legal Klonsul“) tätig war. Er hatte Robert Shelton die Veruntreuung von Geldern vorgeworfen. Stattdessen gründete er 1963 die National Knights of the Ku Klux Klan und eröffnete deren Hauptquartier in Atlanta, Georgia. Zu den Grundregeln des KKK gehörte, das der Klananführer, der sogenannte „Imperial Wizard“, für eine Dauer von drei Jahren gewählt wird. Mit dieser Regel brach Venable, der sich zum „Imperial Wizard“ auf Lebenszeit ernannte.
Seine Hochzeit hatte der Klan Mitte der 1970er mit Mitgliedszahlen zwischen 7.000 und 9.000 Mitgliedern, verteilt auf insgesamt 33 Bundesstaaten. Da Venables Großeltern Teile des Stone Mountains besaßen, der in Klankreisen als Kultort verehrt wird, wurde der Klan durch verschiedene Rallies bekannt, zu denen Venable auch seine Konkurrenten einlud. Der Niedergang des Klans begann gegen Ende der 1970er Jahre, als immer mehr moderne, militantere Klans sowie rechtsextreme, paramilitärische Gruppen in den Vereinigten Staaten entstehen.
Bis zu seinem Tod 1993 leitete Venable die Organisation. Im Jahr seines Todes ernannte er Railton Loy, einen ehemaligen Eisenbahnangestellten, zu seinem Nachfolger. Dieser ist seitdem unter dem Pseudonym Ray Larsen Imperial Wizard des Klans und verlegte das Hauptquartier des nunmehr nur noch wenige hundert Mitglieder umfassenden Klans nach South Bend, Indiana. Die oft dilettantisch organisierten Rallies ließen den einstmals mächtigen Klan zu einer Lachnummer werden. So mussten die Klanmitglieder zum Beispiel 2001 von der Polizei vor Gegendemonstranten geschützt werden, fanden jedoch ihre Autos nicht mehr und gerieten so in ein Handgemenge mit den Gegendemonstranten. Dabei wurden acht Klanmitglieder verhaftet. Bei einer Weihnachtsfeier 2002 lud der Klan Mitglieder der American Knights of the Ku Klux Klan und Vertreter der Aryan Nations ein. Den etwa 50 Gästen wurde Schweinefleisch serviert, etwas was die Mitglieder der Christian-Identity-Bewegung als „wahre“ Nachkommen der Israeliten ablehnten. Auch das Verbrennen eines Kreuzes sowie eines Hakenkreuzes scheiterte an der Unfähigkeit die beiden Kreuze aufzurichten und zu fixieren.
Trotz dieser eher komischen Elemente gilt der Klan auch heute noch als gefährlich. So war Glen Gautier und weitere Mitglieder des Klans, 2003 an der Ermordung eines abtrünnig gewordenen Mitglieds beteiligt. Zwei weitere Mitglieder des Klans wurden 2006 verurteilt, weil sie einen Bombenanschlag auf das Gerichtsgebäude von Johnston County, North Carolina verüben wollten, um den dortigen Sheriff zu töten.